# Darwin (ESA)
Darwin was een project van ruimtetelescopen door het Europese Ruimte-agentschap ESA. Het doel was om in nabijgelegen planetenstelsels naar aardachtige planeten te zoeken, waar leven mogelijk zou zijn. Het project kwam niet door de beoordelingsfase en werd op de officiële ESA-site een "daunting challenge", een zeer sterke uitdaging, genoemd. Elke telescoop zou minstens 3 meter groot worden en in formatie vliegen. De lancering was gepland na 2015. Project Darwin is in 2007 beëindigd.

## Technisch
ESA wil gebruikmaken van 3 verschillende telescopen die samen met een communicatiesatelliet in het L2 Lagrangepunt zullen geplaatst worden. Door de beelden van deze telescopen samen te voegen, krijgen we een enorm scherp beeld, scherper zelfs dan dat van de Hubble Ruimtetelescoop. Elke telescoop zou minstens 3 meter groot worden en in formatie vliegen.
De telescopen zullen uitgerust worden met een infrarode camera. Deze camera zal de extrasolaire planeten bestuderen, net zoals NASA 's Terrestrial Planet Finder.

### Lagrangepunt L2

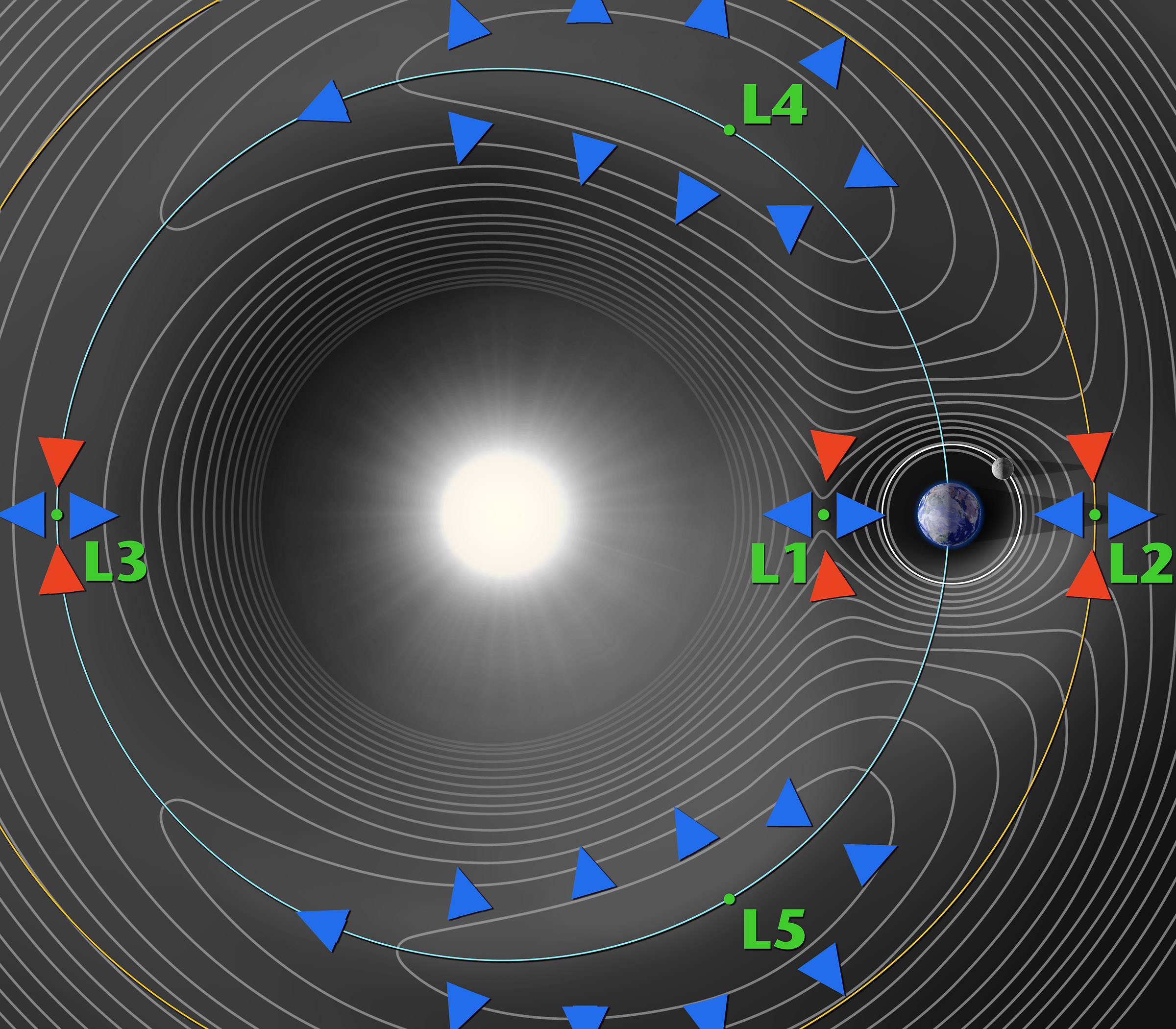
Lagrangepunten van het aarde/zon-systeem

Het Lagrangepunt L2 ligt op de as tussen Aarde en Zon, maar verder van de Zon dan de aarde. Een object met een baan buiten die van de aarde heeft normaal gezien een tragere omlooptijd dan de Aarde. Anders zou het object van de Zon weg spiraleren. Als we punten dicht genoeg bij de aarde beschouwen zal de zwaartekracht van de aarde echter meewerken in dezelfde zin als die van de Zon. Door deze grotere inwaartse kracht versnelt de omlooptijd van het object. In het punt L2 is deze exact gelijk aan die van de Aarde, waardoor het object in haar baan altijd dezelfde relatieve positie ten opzichte van Aarde en Zon zal behouden.
L2 ligt op even grote afstand van de Aarde als het Lagrangepunt L1, maar nu in de andere zin: vier maal de afstand tot de Maan in de zin van de Zon weg, dus steeds in de schaduw van de Aarde.
Het Lagrangepunt L2 wordt gebruikt voor ruimteobservaties omdat een object in L2 dezelfde positie behoudt ten opzichte van de zon en de aarde, waardoor kalibratie eenvoudiger is.
NASA heeft besloten infrarood onderzoeken bij voorkeur op L2 te doen omdat dit punt zich altijd in de schaduw van de Aarde bevindt en dus minder last heeft van de Zon.
- De Wilkinson Microwave Anisotropy Probe is al in het Lagrangepunt L2 van aarde/zon geplaatst.
- De voorgestelde James Webb Space Telescope zal eveneens in het Lagrangepunt L2 geplaatst worden.
- Ook de Europese ruimtevaartorganisatie ESA heeft een satelliet in aanbouw, Gaia die in een Lissajous-achtige baan rond het L2 punt van Aarde/Zon geplaatst zal worden.

## Het vinden van een planeet
Het vinden en ietwat bestuderen van een extrasolaire planeet zou minstens 10 uren observatie in beslag nemen, die over enkele maanden gespreid wordt. Men kan zelfs al de atmosfeer onderzoeken. Dit doet men door het infrarode spectrum te nemen van de planeet. Uit de spectrale gegevens die we dan krijgen kan de chemische samenstelling van de planeetatmosfeer worden bepaald. De aanwezigheid van zuurstof zou de kans op leven bij die planeet groter maken.

## Terrestrial Planet Finder
Ook bij NASA hebben ze niet stilgezeten. Zij willen een gelijkaardig project maken, de "Terrestrial Planet Finder".
Deze telescoop zou normaal gezien in 2007 gelanceerd moeten worden, maar door geldgebrek is dit project voor onbepaalde tijd uitgesteld.